# Forte Ruaz
Il forte Ruaz o meglio la tagliata stradale di Ruaz (Strassensperre Ruaz in tedesco) è una fortificazione austro-ungarica costruita tra il 1897 e il 1900 dall'impero austro-ungarico. Il forte appartiene al grande sistema di fortificazioni austriache al confine italiano.
Il forte si trova alle pendici del Col di Lana ad una quota di 1.400 m e, assieme al forte Corte, formava lo sbarramento Buchensteintal, appartenente al Rayon V. Lo sbarramento aveva il compito di controllare la strada che da Livinallongo porta ad Arabba, ovvero della Val Cordevole.

## Storia
Questa tagliata stradale fu costruita assieme al forte Corte, con il quale, nelle prime settimane della prima guerra mondiale, andava a formare un importante sbarramento, che garantiva la difesa del territorio austriaco (val Badia, val di Fassa e val Gardena) dal Regio Esercito.
Durante il conflitto, il forte, assieme al forte Corte, fu colpito da oltre 8.000 proietti provenienti dall'artiglieria italiana.

## Struttura

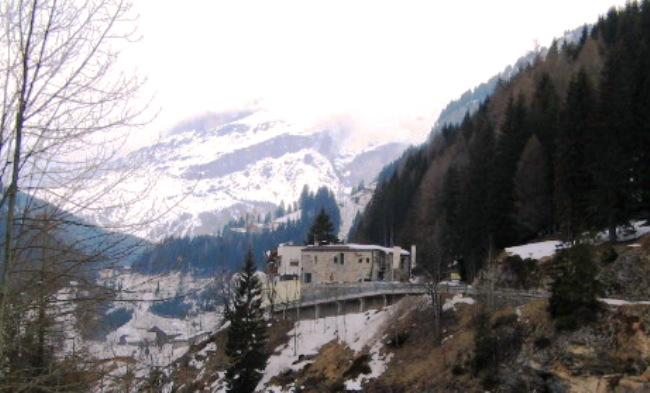
Il forte oggi.

Il forte è strutturato su una base quadrata, e ha una caponiera e una mezza caponiera. Le mura hanno una larghezza massima 1,70 m.
Sul suo lato frontale, il forte aveva 6 cannoniere.
Nel 1972 il forte venne restaurato dalla Famiglia Waillant, che lo adibì a ristorante ed hotel. Oggi il forte è parzialmente visitabile, dato che le sale da pranzo si trovano nelle vecchie stanze del forte. Verso la fine del millennio la stessa famiglia, sfruttando un passaggio strategico e segreto del forte, collegò il ristorante ad un hotel.
Nel piazzale del forte sono presenti due cannoni austriaci da 10 cm.

## Armamenti
- 2 cannoni di piccolo calibro
- 4 mitragliatrici